# Costanzo II
Flavio Giulio Costanzo, meglio noto come Costanzo II (in latino Flavius Iulius Constantius; Sirmio, 7 agosto 317 – Cilicia, 3 novembre 361), è stato un imperatore romano della dinastia costantiniana. Salito al trono nel 337 alla morte del padre Costantino I, rimase al potere per 24 anni, difendendo l'Impero dai nemici esterni e il proprio potere dagli usurpatori e promuovendo il Cristianesimo.
Nominato Cesare (imperatore subordinato a un Augusto) dal padre, assieme ai fratelli, alla morte di Costantino I assunse il potere nella parte orientale dell'Impero, lasciando gli altri fratelli a spartirsi l'Occidente. Si impegnò poi nella difesa dei confini orientali dell'Impero dalla minaccia dei Sasanidi, optando per una politica militare a bassa intensità diversa dalle consuetudini romane, che fu efficace, ma che causò una certa insoddisfazione nel mondo romano.
Buon comandante e amministratore, ridusse il peso della burocrazia imperiale e del fisco; in campo militare dovette affrontare anche le incursioni dei popoli barbari attraverso i confini germanico e danubiano, mentre in politica interna fu a lungo impegnato dall'usurpatore Magnenzio, cui contese e strappò il potere in Occidente, come pure da altri usurpatori (Vetranione, Decenzio, Nepoziano e Claudio Silvano). Non avendo figli, associò al potere gli unici due parenti maschi rimastigli dopo le purghe seguite alla morte di Costantino e che avevano consentito a Costanzo di sbarazzarsi di possibili concorrenti al soglio imperiale: prima scelse il cugino Gallo, cui diede in sposa la propria sorella Costantina e che poi mise a morte a causa della sua disastrosa amministrazione dell'Oriente, e poi il fratellastro di questi Giuliano, il quale, dopo aver dimostrato insospettate qualità militari e amministrative in Gallia, gli si rivoltò contro, proclamandosi imperatore e succedendogli poi alla sua morte.
Come il padre prima di lui, l'imperatore Costanzo assunse un ruolo attivo nelle dispute dottrinali all'interno del cristianesimo, promuovendo l'arianesimo nell'ambito della diatriba sulla natura di Cristo; promosse anche diversi concili, rimuovendo e nominando molti vescovi. Con Costanzo il potere e i privilegi della gerarchia ecclesiastica si consolidarono e il cristianesimo divenne sempre più la religione principale dello Stato romano.

## Biografia

### Giovinezza
Costanzo II nacque il 7 agosto 317 a Sirmio, in Pannonia, secondo figlio dell'imperatore romano Costantino I e di Fausta, e ricevette il nome del proprio nonno paterno, l'imperatore tetrarchico Costanzo Cloro. Costantino e Fausta ebbero altri due figli, Costantino II e Costante I, e due figlie, Costantina ed Elena.
Il 13 novembre 324, a Nicomedia, Costanzo fu elevato al rango di cesare, all'età di sette anni; due anni dopo resse il suo primo consolato, assieme al padre. In seguito alla pace raggiunta con i Goti dal padre Costantino e dal fratello maggiore Costantino II nel 332, Costanzo fu probabilmente inviato sull'alto Danubio per vigilare sul rispetto del trattato conseguito.
     Costantino II
     Costante I
     Dalmazio
     Costanzo II

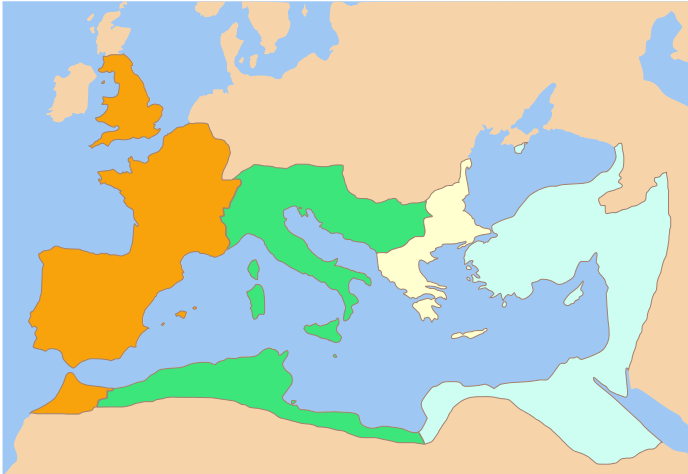
Divisione dell'Impero romano tra i quattro Cesari e poi da maggio a settembre 337, tra la morte di Costantino I e l'elevazione ad Augusti dei suoi tre figli.
Costantino II
Costante I
Dalmazio
Costanzo II

Nel 335, con l'elevazione a cesare del nipote Dalmazio (figlio del fratellastro Dalmazio censore), Costantino I delineò quella che sarebbe dovuta essere la spartizione dell'Impero romano dopo la propria morte: ai quattro cesari - Costantino II, Costante I, Dalmazio e Costanzo II - furono assegnate quattro porzioni dell'impero, rispettivamente le province corrispondenti alla prefettura delle Gallie, l'Italia e l'Africa, la Grecia, e infine, a Costanzo, l'Oriente.
Nel 336, in occasione della celebrazione dei tricennalia di Costantino, Costanzo sposò a Costantinopoli la figlia di Giulio Costanzo, fratellastro di Costantino, e di Galla, rinforzando così i legami di parentela, oltre che la presa della dinastia costantiniana sull'Impero.

### Situazione dell'Impero all'inizio del regno di Costanzo
Il regno di Costanzo II va compreso all'interno di quel processo di trasformazione dell'Impero che era stato iniziato dai tetrarchi, rinvigorito e proseguito da Costantino I e che si sarebbe concluso con la fine della dinastia costantiniana nel 363. In particolare, il regno di Costantino fu importante per due ragioni: la prima fu lo spostamento del centro del potere imperiale dall'Occidente all'Oriente, la cui importanza stava già crescendo, in particolare con la fondazione della nuova capitale, Costantinopoli; la seconda ragione è il sostegno che diede al Cristianesimo, che nel giro di pochi decenni divenne la religione di Stato.
Entrambi questi aspetti della politica imperiale, però, rimasero aperti alla morte di Costantino, e da questi passarono ai suoi figli e successori, in particolare a Costanzo, cui spettò la gestione della parte orientale dell'impero. La scelta di porre la capitale a Costantinopoli era stata dovuta alla volontà di porre il centro del potere imperiale alla stessa distanza dalle due principali frontiere dell'impero, quella danubiana e quella sull'Eufrate; malgrado ciò, Costantino non riuscì a consolidarle entrambe, tanto che, al momento della sua morte, stava preparando una campagna contro i nemici a Oriente, i Sasanidi. Sul piano religioso, invece, il cristianesimo era scosso sin nelle sue fondamenta dalla profonda frattura avvenuta sulla natura di Cristo, che opponeva i sostenitori dell'ortodossia a quelli dell'arianesimo.
Entrambi questi problemi impegnarono tutto il regno di Costanzo.

### Ascesa al trono
Costantino I morì il 22 maggio 337, mentre preparava una campagna militare contro i Sasanidi: non nominò il suo successore, ma la situazione vedeva il potere spartito tra i suoi cesari. Costanzo, che era impegnato in Mesopotamia settentrionale a supervisionare la costruzione delle fortificazioni frontaliere, si affrettò a tornare a Costantinopoli, dove organizzò e presenziò alle cerimonie funebri del padre: con questo gesto rafforzò i suoi diritti come successore e ottenne il sostegno dell'esercito, componente fondamentale della politica di Costantino.
Durante l'estate del 337 si ebbe un eccidio, per mano dell'esercito, dei membri maschili della dinastia costantiniana e di altri esponenti di grande rilievo dello Stato: solo i tre figli di Costantino e due suoi nipoti bambini (Gallo e Giuliano, figli del fratellastro Giulio Costanzo) furono risparmiati. Le motivazioni dietro questa strage non sono chiare: secondo Eutropio Costanzo non fu tra i suoi promotori ma non tentò certo di opporvisi e condonò gli assassini; Zosimo invece afferma che Costanzo fu l'organizzatore dell'eccidio. Nel settembre dello stesso anno i tre cesari rimasti (Dalmazio era stato vittima della purga) si riunirono a Sirmio in Pannonia, dove il 9 settembre furono acclamati imperatori dall'esercito e si spartirono l'Impero: Costanzo si vide riconosciuta la sovranità sull'Oriente. È probabile che i Sarmati, non appena venuti a sapere della morte di Costantino, fecero un'irruzione nella pars imperii di Costanzo, venendo respinti dalle truppe dell'imperatore, che per l'occasione assunse anche il titolo di Sarmaticus maximus.
La divisione del potere tra i tre fratelli durò poco: Costantino II morì nel 340, mentre cercava di rovesciare Costante, e Costanzo guadagnò i Balcani; nel 350 Costante fu rovesciato dall'usurpatore Magnenzio, e Costanzo divenne unico imperatore, assumendo il controllo de iure anche della parte occidentale dell'Impero.

### Confronto con i Sasanidi (338-350)

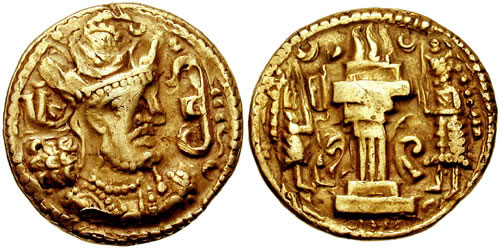
Moneta di Sapore II, sovrano dei Sasanidi (309-379) contemporaneo di Costanzo: tutto il regno di Costanzo fu caratterizzato da ostilità ad alta e bassa intensità con i vicini orientali, con i due sovrani che ottennero vittorie e sconfitte senza mai portare il colpo decisivo.

Dopo essere stato proclamato imperatore, Costanzo si recò ad Antiochia di Siria, città che era stata la sua capitale durante gli ultimi anni da cesare, da dove poteva occuparsi meglio della fondamentale frontiera orientale di quanto avrebbe potuto fare restando nella capitale imperiale di Costantinopoli. Qui restò dal 338 al 350.
Per tutto il tempo del suo regno Costanzo II fu impegnato nelle guerre romano-persiane contro il re dei Sasanidi Sapore II. Se prima di morire Costantino I intendeva risolvere una volta per tutte il problema della frontiera orientale, toccò a Costanzo affrontare questo problema, ottenendo risultati variabili. Due erano i principali punti di collisione tra i due grandi imperi: la frontiera orientale, con la contesa della provincia della Mesopotamia, e il controllo del Regno d'Armenia, che oscillava tra le orbite delle due potenze confinanti.
Costanzo affrontò per primo il problema dell'Armenia. Dopo la morte di Tiridate III, leale alleato dei Romani per tutto il suo lungo regno, i suoi successori si erano fatti influenzare dal partito filo-persiano e il paese era entrato nella sfera di influenza dei Sasanidi. Costanzo riuscì a guadagnarsi la lealtà del sovrano Arsace II (Arshak) e dell'aristocrazia armena per via diplomatica già nel 341, anche grazie ai doni prodigali concessi alla classe dirigente del paese, che tornò sotto l'influenza romana per tutti gli anni 340.
Il conflitto per la Mesopotamia fu invece pienamente militare, ma Costanzo fece in questo caso una scelta originale, almeno secondo le strategie romane consolidate: invece di scegliere l'opzione della massiccia campagna militare destinata a colpire il cuore dello Stato nemico, come prevedeva di fare Costantino e come avrebbe in seguito fatto Giuliano, Costanzo scelse di affidarsi a una linea di fortezze frontaliere disposte in profondità, facendo perno su di esse per contenere gli attacchi sasanidi; si trattò quindi di una guerra difensiva, in cui furono evitate per quanto possibile le manovre in campo aperto con l'esercito al completo. Questa scelta, sebbene molto efficace e poco dispendiosa in termini di mobilitazione di truppe, non portava certo a soddisfare l'aspettativa di vittorie decisive che esisteva nel mondo romano; tra gli episodi principali della guerra vi furono una qualche vittoria ottenuta dai suoi generali, che gli permisero di fregiarsi dal 338 del titolo di Persicus e dal 343 di quello di Adiabenicus Maximus, i due assedi sostenuti dalla fortezza di Nisibi (346 e 350, dopo l'assedio dell'estate 337) e l'unico scontro militare di larga scala, la battaglia di Singara (344 o 348), avvenuto nei pressi di un'altra fortezza frontaliera, in cui la vittoria di Costanzo fu diminuita dalla indisciplina delle truppe.
Quando nel 350 si ebbe la ribellione di Magnenzio in occidente, Costanzo era ad Antiochia, ma le sue forze erano impegnate a difendere Nisibi dal terzo assedio sasanide. Malgrado la minaccia posta da Magnenzio, Costanzo diede la priorità alla frontiera orientale e attese che Sapore si ritirasse, dopo quattro mesi, prima di tornare in Occidente a confrontarsi con l'usurpatore. A ogni modo, il prospettato attacco sasanide per il 351 non avvenne, in quanto Sapore fu occupato a sedare la rivolta delle genti dell'Afghanistan.

### Usurpazione di Magnenzio (350-353)

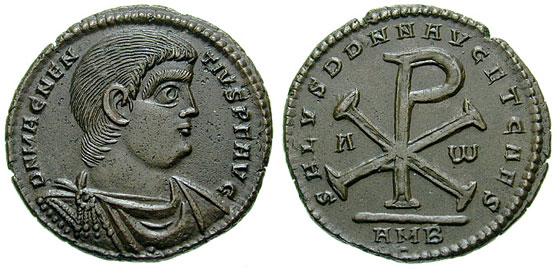
Moneta coniata da Magnenzio, l'usurpatore che rovesciò Costante I (350), regnò su Britannia, Gallie e Hispania, per poi essere sconfitto da Costanzo II (353).

Il 18 gennaio 350 l'augusto d'Occidente, Costante I, fu rovesciato e ucciso da uno dei suoi generali, Flavio Magnenzio, che si proclamò imperatore ad Autun e fu riconosciuto in Britannia, nelle Gallie e in Hispania. Costanzo era all'epoca impegnato sulla frontiera orientale, a contrastare l'offensiva sasanide su Nisibis, e decise di non allontanarsi immediatamente per contrastare direttamente l'usurpatore.

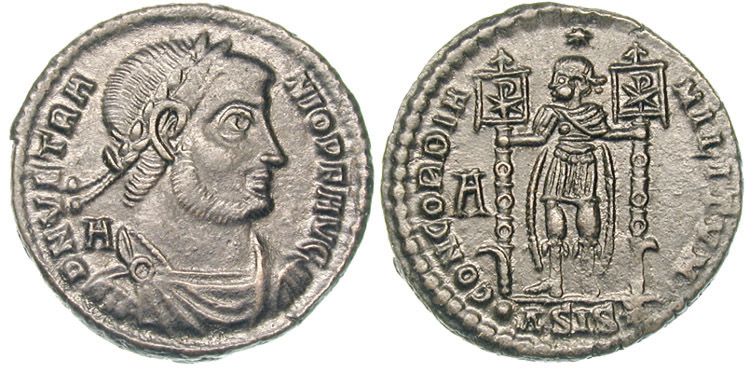
Vetranione si proclamò imperatore nel marzo 350, oscillò tra Costanzo e l'altro usurpatore Magnenzio, ma fu infine deposto da Costanzo nel dicembre di quello stesso anno.

Il 1º marzo di quello stesso anno, il magister militum Vetranione si proclamò a sua volta imperatore, dietro istigazione di Costantina (sorella di Costante e Costanzo); questi fu riconosciuto imperatore dalle truppe danubiane. Costanzo stesso riconobbe Vetranione come proprio collega, inviandogli il diadema imperiale e del denaro, in quanto, probabilmente, intendeva impegnare Magnenzio opponendogli un altro usurpatore; il gioco era alquanto pericoloso, prevedendo un ulteriore giocatore: Vetranione, infatti, tentennò nella sua lealtà a Costanzo quando Magnenzio gli propose un'alleanza.
Sistemate le cose in Oriente, Costanzo si diresse con parte del proprio esercito in Occidente. A Eraclea Sintica in Tracia, incontrò gli ambasciatori di Magnenzio, il quale gli proponeva di riconoscerlo come collega e di suggellare l'alleanza con un doppio matrimonio, di Magnenzio con Costantina e di Costanzo con la figlia di Magnenzio; l'alternativa era la guerra civile. Costanzo imprigionò come ribelli tutti gli ambasciatori meno uno, che inviò a Magnenzio con la propria sdegnata risposta negativa. Si diresse poi a Serdica (la moderna Sofia, in Bulgaria) dove incontrò Vetranione e il suo esercito. L'incontro doveva essere il riconoscimento dell'esistenza di due imperatori legittimi, ma si trasformò nella deposizione dell'anziano usurpatore. Costanzo fece costruire una piattaforma nella pianura, sulla quale salì con Vetranione e, davanti agli eserciti congiunti, iniziò un discorso in cui affermò che un figlio del grande Costantino era degno di reggere l'impero da solo: alle grida di acclamazione delle truppe, Vetranione comprese di essere stato raggirato, si tolse il diadema dal capo e, inginocchiatosi, riconobbe Costanzo unico imperatore (25 dicembre 350). Costanzo permise a Vetranione di ritirarsi a vita privata e si mosse verso Occidente.

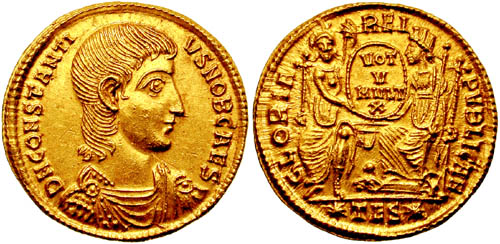
Costanzo Gallo era cugino e cognato di Costanzo, fu proclamato Cesare d'Oriente (351) e sposò Costantina, sorella di Costanzo, ma fu poi deposto e giustiziato (354).

La deposizione di Vetranione era avvenuta all'insegna della proclamazione dei diritti dinastici di Costanzo: in quanto figlio di Costantino I, Costanzo riteneva di aver diritto al regno. Nell'ottica di questa politica dinastica va considerata anche l'elezione a Cesare d'Oriente, il 15 marzo 351 a Sirmio, di un altro esponente della dinastia costantiniana, il cugino e cognato di Costanzo, Gallo. Prevedendo di essere impegnato in Occidente contro Magnenzio, Costanzo volle lasciare una presenza forte in Oriente, e si rivolse quindi all'unico parente adulto rimastogli per affermare l'interesse per la situazione della frontiera con i Sasanidi; volendo rimarcare i legami famigliari e dinastici con Gallo, il Cesare ricevette il nome di Costanzo, fu nominato console assieme all'imperatore per gli anni 352, 353 e 354, e sposò Costantina, sorella di Costanzo. Lo scontro si fece anche propagandistico: la guerra civile divenne una "guerra santa" contro l'assassino di Costante, apparvero segni divini (una croce nel cielo di Gerusalemme, il 7 maggio 351) in favore di Costanzo, le zecche danubiane coniarono monete recanti la legenda di reminiscenza costantiniana HOC SIGNO VICTOR ERIS.
La campagna del 351 contro Magnenzio non iniziò bene per Costanzo: le sue truppe tentarono di penetrare in Italia attraverso le Alpi Giulie, ma furono sconfitte ad Atrans (moderna Trojane in Slovenia) e costrette a ritirarsi. Magnenzio ordinò a una parte del suo esercito di avanzare lungo il Sava, penetrando in Pannonia. Qui fu raggiunto da un inviato di Costanzo, il prefetto del pretorio Filippo, che portò la proposta di Costanzo: Magnenzio si sarebbe ritirato in Gallia, rinunciando ad avanzare ancora e Costanzo gli avrebbe concesso la pace. Il vero intento del prefetto di Costanzo era però quello di indagare lo stato delle truppe dell'usurpatore; nella stessa occasione Filippo ebbe la possibilità di arringare i soldati di Magnenzio, cui rinfacciò la loro ingratitudine verso la dinastia costantiniana. Magnenzio, di tutta risposta, avanzò su Siscia e la conquistò; infine si diresse verso Mursa. Costanzo reagì facendo avanzare le sue forze sullo stesso obiettivo, dove si ebbe uno scontro decisivo. Nella successiva battaglia di Mursa Maggiore (28 settembre 351) la vittoria arrise a Costanzo, malgrado le gravissime perdite di entrambi gli eserciti, l'eco delle quali rimase nella letteratura contemporanea; la giornata fu decisa dal tradimento della cavalleria di Magnenzio, comandata da Claudio Silvano, che passò a Costanzo, forse a causa del discorso fatto da Filippo nel campo di Magnenzio. La propaganda che voleva Costanzo combattente con il sostegno divino fu accresciuta dal fatto che l'imperatore lasciò lo scontro per andare a pregare sulla tomba di un martire lì vicino e per la dichiarazione del vescovo di Mursa, Valente, che disse di aver ricevuto la notizia della vittoria di Costanzo direttamente da un angelo.

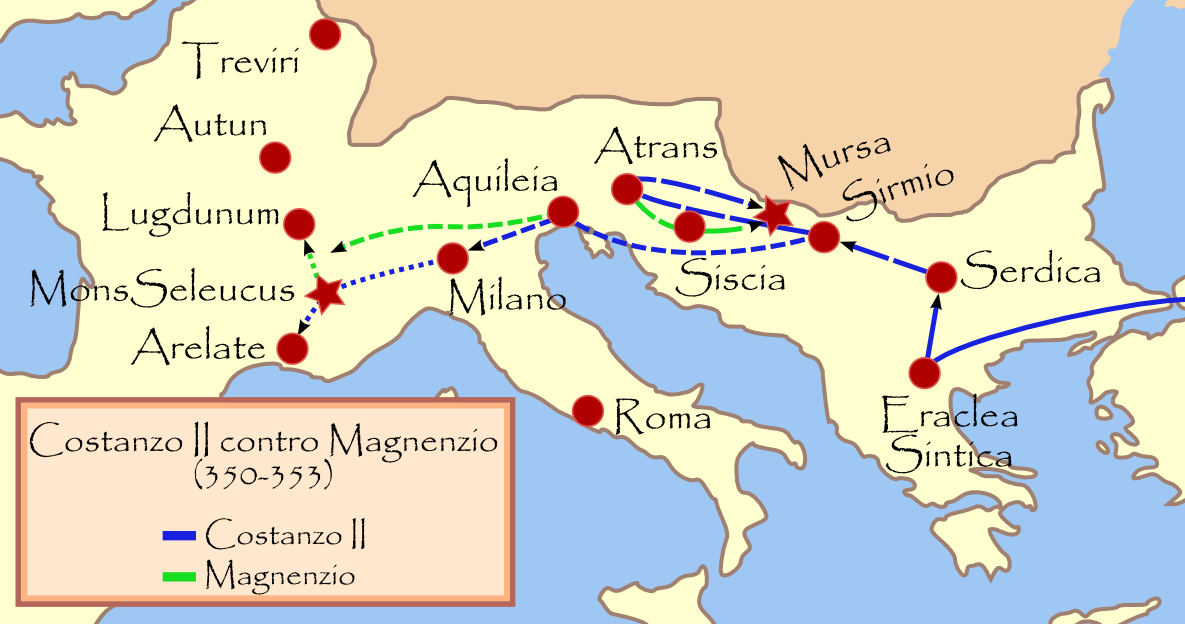
Movimenti della guerra tra Costanzo II e Magnenzio.

Costanzo passò l'inverno 351/352 a Sirmio, poi riprese la campagna scacciando Magnenzio da Aquileia e, dopo uno scontro nei pressi di Ticinum, lo forzò a tornare in Gallia. A Mediolanum (Milano) abrogò con un editto le decisioni del "tiranno", mentre il nuovo praefectus urbi, Nerazio Cereale (col quale era imparentato tramite la madre di Gallo), gli dedicava a Roma una statua che lo celebrava come «restauratore della città di Roma e del mondo e distruttore della pestifera tirannide»; la notizia dell'accusa contro Clodio Celsino Adelfio, prefetto di Magnenzio, di aver tramato contro l'usurpatore e il fatto che sua moglie Faltonia Betizia Proba abbia poi composto un poema celebrante la vittoria di Costanzo su Magnenzio è un indizio dell'alleanza tra Costanzo e l'aristocrazia senatoriale romana. Un secondo indizio è l'affidamento al rappresentante senatoriale Vitrasio Orfito del comando delle flotte di Miseno e Ravenna, che Costanzo poté controllare solo dopo la conquista dell'Italia, con le quali l'imperatore rientrò in possesso della province d'Africa.
Il 353 vide la fine dell'avventura di Magnenzio. La propaganda dinastica di Costanzo ebbe il suo apice quando il cesare di Magnenzio, Decenzio, tornando col suo esercito da una sconfitta contro gli Alemanni, si vide negato l'accesso a Treviri, città che doveva la propria floridezza all'essere stata scelta come capitale dai Costantinidi, e che in questa occasione abbandonò l'usurpatore. Magnenzio fu costretto allo scontro nella battaglia di Mons Seleucus, in cui fu sconfitto; si suicidò a Lugdunum il 10 agosto e la sua testa fece il giro delle città a dimostrare la sua sconfitta. Costanzo passò ad Arelate l'inverno, celebrando contemporaneamente la sconfitta dell'usurpatore e il trentennale della sua elezione a Cesare.

### Caduta e morte di Gallo (353-354)

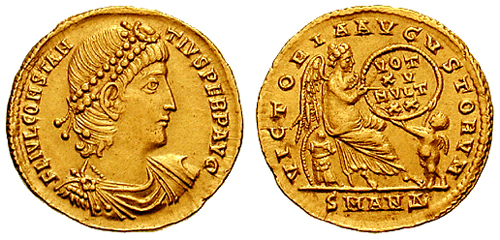
Solido di Costanzo II, in celebrazione del suo quindicesimo anno di regno.

Nel 354 Costanzo ordinò la morte del cesare d'Oriente Costanzo Gallo, la cui caduta in disgrazia fu dovuta in parte al suo governo e in parte alle macchinazioni di alcuni alti funzionari della corte di Costanzo.
Alcuni funzionari, che volevano abbattere Gallo per ottenerne guadagni personali – Ammiano Marcellino fa i nomi di Dinamio, Picenzio, Gaio Ceionio Rufio Volusiano Lampadio, del magister equitum Arbizione e del praepositus sacri cubiculi Eusebio –, convinsero Costanzo del fatto che Ursicino volesse causare una rivolta contro Gallo allo scopo di mettere sul trono il proprio figlio: consigliarono allora all'imperatore di dividere il cesare dal suo magister equitum prima di intervenire contro Gallo.
Nella primavera del 354, mentre era acquartierato a Mediolanum (Milano) dopo una vittoriosa campagna contro gli Alemanni, Costanzo richiamò Ursicino a corte, con la scusa di dover organizzare una campagna contro i Sasanidi, e lo sostituì con un uomo di fiducia. Contemporaneamente, venuto a conoscenza dei processi ordinati da Gallo, decise di fargli terra bruciata intorno, destituendo il prefetto del pretorio d'occidente Vulcacio Rufino, che era zio di Gallo in quanto fratellastro della madre Galla, e sostituendolo con il più affidabile Lampadio, uno dei cospiratori contro Gallo.

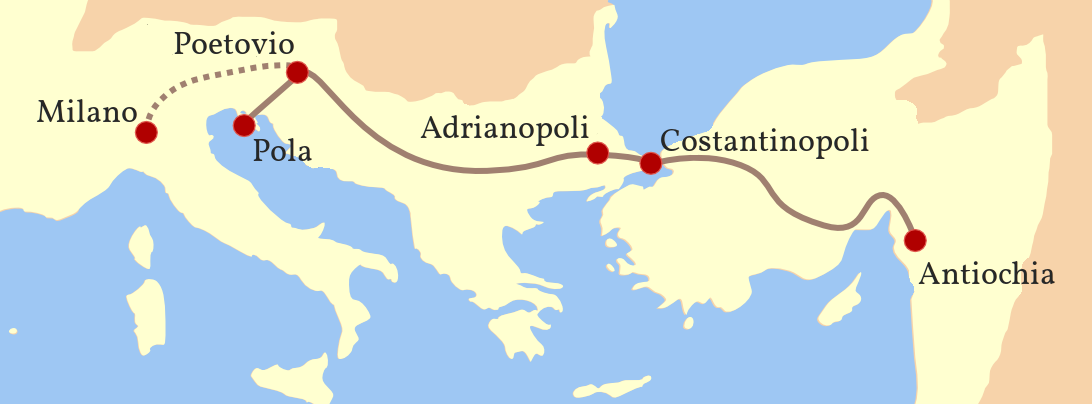
Viaggio di Costanzo Gallo verso Mediolanum, arresto a Poetovio e morte a Pola.

Costanzo richiamò allora il cugino e la sorella a Mediolanum: Gallo mandò avanti la moglie, sperando che questa potesse intercedere per lui presso il fratello, ma Costantina morì di febbre durante il viaggio, a Caeni Gallicani in Bitinia. Gallo, timoroso, volle rimanere ad Antiochia, ma fu convinto a mettersi in viaggio per Mediolanum dal tribunus scutariorum Scudilo, il quale gli rivelò che Costanzo aveva intenzione di elevarlo al rango di augustus in previsione di future campagne nelle province settentrionali. Il cesare, allora, si mosse alla volta di Costantinopoli, dove entrò come in un adventus (l'entrata cerimoniale del sovrano nella provincia o nella città); qui indisse delle corse di carri e ne coronò il campione, in un atto evidentemente appartenente alle prerogative imperiali, visto che Costanzo, alla notizia, rimase scosso. Gallo godeva infatti del sostegno delle truppe: alcune legioni tebane, acquartierate in Tracia per svernare, gli suggerirono di rimanere sotto la loro protezione e di non muoversi dalla regione. Costanzo si premurò di inviare al cugino alcuni ufficiali, che avevano in realtà il compito di controllarne le mosse, e ordinò di allontanare le guarnigioni dal percorso che Gallo avrebbe seguito, in modo da rendergli impossibile l'appello ai soldati.
Gallo fu costretto a lasciare il suo esercito ad Adrianopoli e a mettersi in marcia verso Poetovio, dove alcune truppe scelte guidate da Barbazione, uno dei cospiratori contro di lui, e da Apodemio circondarono la casa in cui stava: Barbazione lo arrestò, lo privò delle insegne imperiali vestendolo da semplice soldato e, garantendogli l'incolumità, lo inviò sotto scorta a Pola. Le accuse contro Gallo — portate avanti dal gran ciambellano Eusebio, dal notarius Pentadio e dal tribuno delle guardie Mallobaude — riguardavano i processi per tradimento instaurati ad Antiochia e la morte di Domiziano e Monzio Magno. Gallo pensò di dare la colpa per le condanne a morte alla defunta moglie, Costantina, ma Costanzo si adirò enormemente per l'accusa e ordinò l'esecuzione del cugino, inviando Sereniano a comunicargli, assieme a Pentadio e Apodemio, la condanna a morte.
Le fonti (Ammiano Marcellino, Libanio e Filostorgio) sono concordi nel dire che la condanna a morte di Gallo fu opera dell'eunuco Eusebio; inoltre, quando Costanzo cambiò idea e ordinò di risparmiare il cugino, il praepositus cubiculi impedì al messo imperiale di raggiungere in tempo gli esecutori della sentenza: questi legarono le mani a Gallo e gli tagliarono la testa (fine 354).

### Campagne contro gli Alemanni e usurpazione di Silvano (354-355)

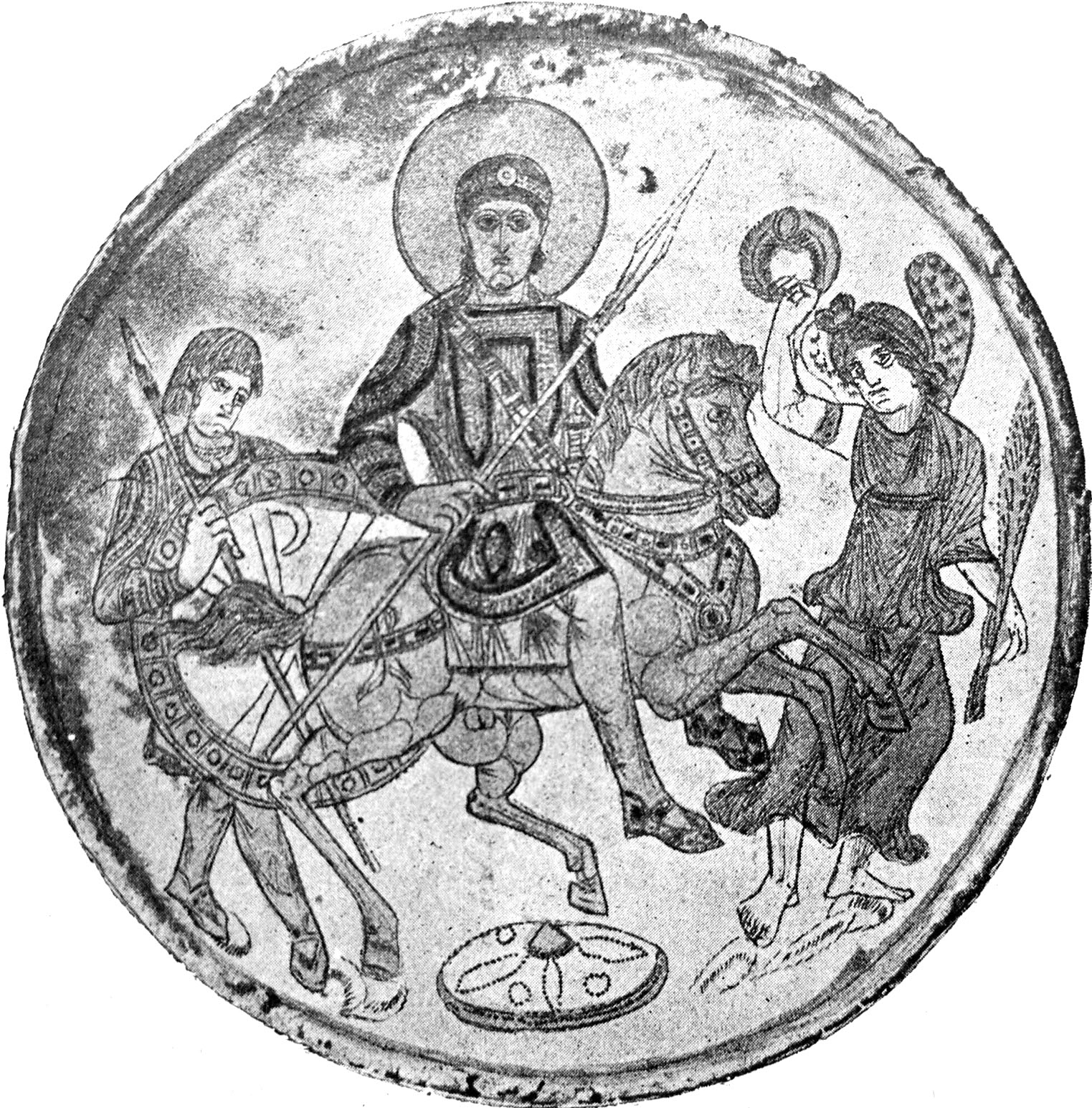
Costanzo II, raffigurato sul missorium di Kerch, affiancato da un soldato il cui scudo è decorato col chi-ro e dalla Vittoria con corona d'alloro e ramo di palma.

Il 354 fu caratterizzato anche dalle campagne di Costanzo contro gli Alemanni che avevano saccheggiato i territori romani senza che Magnenzio né Decenzio riuscissero a contrastarli. Mossosi da Arelate, Costanzo avanzò verso nord per scontrarsi con i Brisigavi, la più meridionale delle tribù alemanne. L'imperatore riuscì a sottomettere la tribù barbarica e, dopo aver firmato un trattato con i re Gundomado e Vadomario, ritornò a svernare a Mediolanum. L'anno successivo, il 355, furono i Lentiensi a recare disturbo ai sudditi dell'impero: questa volta Costanzo non scese in campo personalmente, ma demandò al proprio magister equitum Arbizione di debellare questa minaccia, cosa che il generale fece sconfiggendo la tribù alemanna presso il lago di Costanza, consentendo all'imperatore di fregiarsi del titolo di Germanicus Alamannicus maximus.
Un'ulteriore minaccia al regno di Costanzo fu l'usurpazione di Claudio Silvano, il generale di Magnenzio che era passato dalla parte dell'imperatore e che Costanzo aveva premiato con il conferimento del rango di magister militum e inviato in Gallia. La Gallia aveva sempre avuto, sin dall'epoca di Costanzo Cloro (il nonno di Costanzo II), un Cesare o un Augusto residente nel proprio territorio: ciò permetteva allo Stato romano una reazione immediata alle frequenti incursioni delle popolazioni barbariche, dando alle popolazioni galliche un maggior senso di protezione. In questa ottica va anche visto il sostegno all'usurpazione di Magnenzio (dopo la morte di Costantino II, il sovrano era Costante I, che risiedeva però principalmente in Italia) e il successivo abbandono in favore del legittimo imperatore Costanzo. L'imperatore, però, stabilì la propria capitale a Mediolanum (Milano), lontano dalla Gallia, creando così quella insoddisfazione tra le truppe galliche che permise la ribellione del loro magister militum.
Silvano fu in effetti la vittima degli intrighi della corte di Costanzo: secondo Ammiano Marcellino, il prefetto del pretorio Volusiano Lampadio e il praepositus sacri cubiculi Eusebio utilizzarono una spugna per alterare una lettera inviata da Silvano ad alcuni suoi amici a Roma, in modo che la lettera corrotta suggerisse che Silvano stesse provando a guadagnarsi sostegni nella città in vista di un colpo di Stato. Silvano aveva contro tutti i collaboratori di Costanzo, a parte i generali franchi Malarico e Mallobaude: i cortigiani Apodemio e Dinamio composero persino nuove lettere false. Costanzo mise sotto processo Silvano, ma i suoi alleati riuscirono a difenderlo dalle accuse infondate. Silvano però, non sapendo del successo dei suoi amici, pensò di difendersi dal pericolo di essere condannato accettando l'acclamazione a imperatore da parte delle truppe galliche, l'11 agosto 355 a Colonia Agrippina (moderna Colonia, Germania).
Costanzo reagì immediatamente alla notizia della rivolta convocando un concistorio notturno nel suo palazzo di Mediolanum. Il suo piano consisteva, ancora una volta, in un'azione diplomatica invece che militare: un gruppo di funzionari si sarebbe recato a Colonia con una lettera dell'imperatore, con la quale erano comunicate a Silvano la sua promozione ad altro incarico e la sua convocazione a Mediolanum. Del gruppo di funzionari facevano parte alcuni fedelissimi di Costanzo, tra cui Apodemio, mentre fu Ursicino, all'epoca ancora detenuto in quanto sospettato di coinvolgimento nella caduta di Costanzo Gallo, a guidare la missione, ricevendo anche l'incarico di sostituire Silvano al comando delle truppe galliche. Ammiano Marcellino, che partecipò alla missione in qualità di attendente di Ursicino, racconta che il suo comandante ricevette l'ordine di Costanzo di fingere che l'imperatore non fosse ancora venuto a conoscenza dell'usurpazione, e, nel caso non fosse riuscito in questo intento, Costanzo gli ordinò di organizzare la cattura di Silvano: Ursicino ingannò Silvano e ne corruppe la guardia, che lo trasse dalla chiesa in cui stava pregando e lo uccise. Malgrado i panegirici che lodano la magnanimità di Costanzo con i collaboratori di Silvano e il fatto che l'imperatore graziò il figlio dell'usurpatore, Ammiano Marcellino racconta come Costanzo mise a morte molti sostenitori del suo magister militum.

### Giuliano cesare evicennalia(355-357)

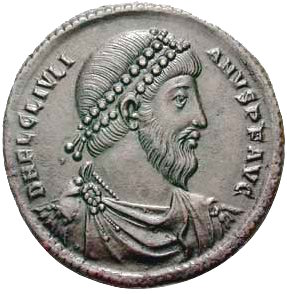
Giuliano era il cugino di Costanzo II, che lo nominò cesare d'Occidente nel 355.

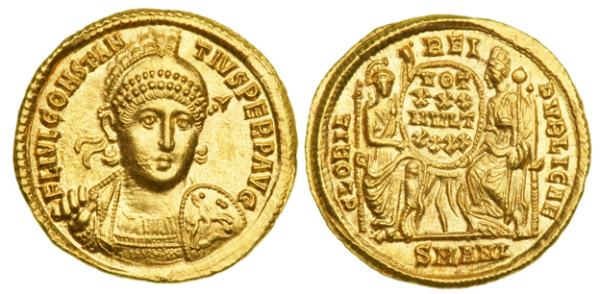
Moneta di Costanzo che celebra i vicennalia.

La rivolta di Claudio Silvano, sebbene di breve durata, fu un segnale dell'insoddisfazione delle Gallie che Costanzo intese bene: sempre nell'ottica della sua politica dinastica, non avendo avuto figli dai suoi due matrimoni, Costanzo pensò quindi di elevare al rango di Cesare d'Occidente il cugino Giuliano, fratellastro di Gallo. La cerimonia avvenne nella capitale occidentale di Costanzo, Mediolanum, il 6 novembre 355: oltre a ricevere i simboli del proprio rango, Giuliano sposò la seconda sorella di Costanzo, Elena e fu nominato console per il 356 assieme all'imperatore. Scottato dall'esperienza con Gallo, Costanzo limitò subito il raggio d'azione del collega, che del resto non aveva mai mostrato alcun interesse per la politica o la guerra, concedendogli una corte e un contingente militare limitati, affidando poi l'effettivo comando delle truppe a generali di propria fiducia e l'amministrazione civile al proprio prefetto del pretorio. Non di meno la collaborazione con Giuliano fu proficua, e i due organizzarono un doppio attacco volto alla riconquista di quelle parti della Gallia cadute in mano al nemico (356): Giuliano portò l'attacco principale, mentre Costanzo comandò un attacco contro gli Alemanni, destituendo poi il proprio generale Marcello che non aveva sostenuto Giuliano (luglio-agosto 357). Sempre nel 356 Costanzo II istituì uno scriptorium a Costantinopoli, in cui erano copiati i classici della letteratura; la libreria era finanziata direttamente dall'imperatore.

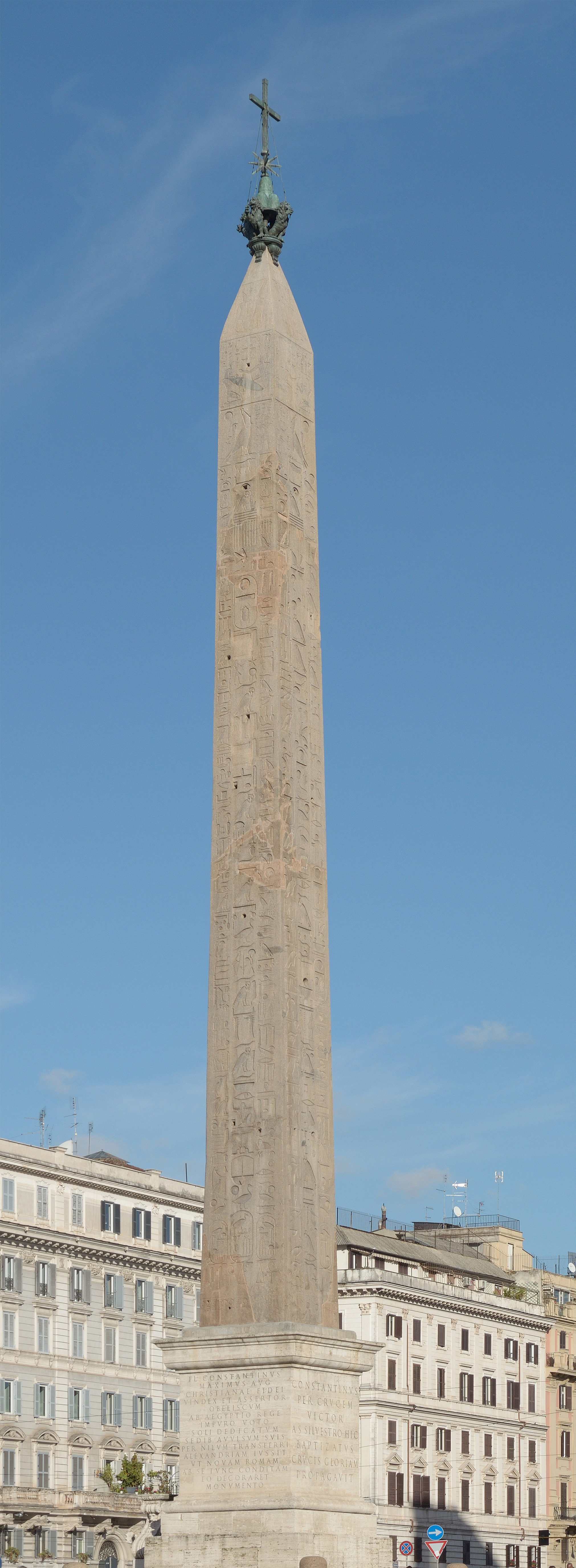
L'Obelisco Lateranense di Roma, eretto da Costanzo II nel Circo Massimo durante la sua visita nel 357, in occasione dei propri vicennalia, recava un'iscrizione celebrante la vittoria su Magnenzio.

Nel 357 Costanzo celebrò i propri vicennalia (venti anni di regno) inaugurando il primo nucleo (un atelier di calligrafi) della biblioteca pubblica a Costantinopoli al fine di salvaguardare le opere degli autori greci. Compì inoltre la sua prima e unica visita all'antica capitale del suo impero, Roma. L'imperatore giunse nell'Urbe il 28 aprile del 357 con tutta la sua corte, con la seconda moglie Eusebia (sposata nel 353) e la sorella Elena. Fece un ingresso trionfale nella città, tra ali di clibanarii, immobile sul proprio cocchio d'oro. L'evento è ricordato con grandezza da Ammiano Marcellino e in quest'occasione Temistio, rappresentante del Senato di Costantinopoli, tenne un'orazione davanti all'imperatore. La Città Eterna ebbe un notevole effetto su di lui, che ammirò le costruzioni dell'antica capitale, dai templi all'anfiteatro flavio, dal Pantheon fino al Foro di Traiano, rimanendo stupito per la sua statua equestre. Il suo stupore trasformò in questa visita l'atteggiamento del sovrano assoluto, che nelle province si faceva chiamare Dominus Noster ("Nostro Signore") e viveva distaccato dai suoi sudditi, in quello un princeps: recò omaggio infatti ai senatori recandosi in udienza nella Curia, assistette ai giochi organizzati per accontentare la plebe romana, di cui ammirò la libertas e la varietà delle origini, acconsentendo di non imporre alle gare il proprio volere, ma di lasciare loro il proprio corso. Dal punto di vista politico, la visita a Roma permise all'imperatore di saldare i legami con l'aristocrazia senatoriale romana, che aveva sulla coscienza il sostegno, seppur limitato, a Magnenzio: a ricordo della sua visita, che terminò il 29 maggio — l'imperatore fu obbligato a partire a causa delle notizie di sommossa di Quadi, Suebi e Sarmati sul Danubio — Costanzo fece trasportare da Alessandria d'Egitto ed erigere nel Circo Massimo l'obelisco oggi davanti alla basilica di San Giovanni in Laterano, la cui base celebrava ancora una volta la sua vittoria sul tiranno Magnenzio. L'iscrizione posta alla base dell'obelisco consisteva in un lungo carme onorario di 24 esametri, che commemorava l'erezione del monumento da parte di Costanzo. L'epigrafe antica oggi è perduta, ma il testo è noto in quanto essa fu rinvenuta e trascritta nel 1587. Essa recitava:
(Traduzione di Paolo Liverani, in Costanzo II e l’obelisco del Circo Massimo a Roma, 2012.)

### Nemici esterni e interni; morte di Costanzo (357–361)

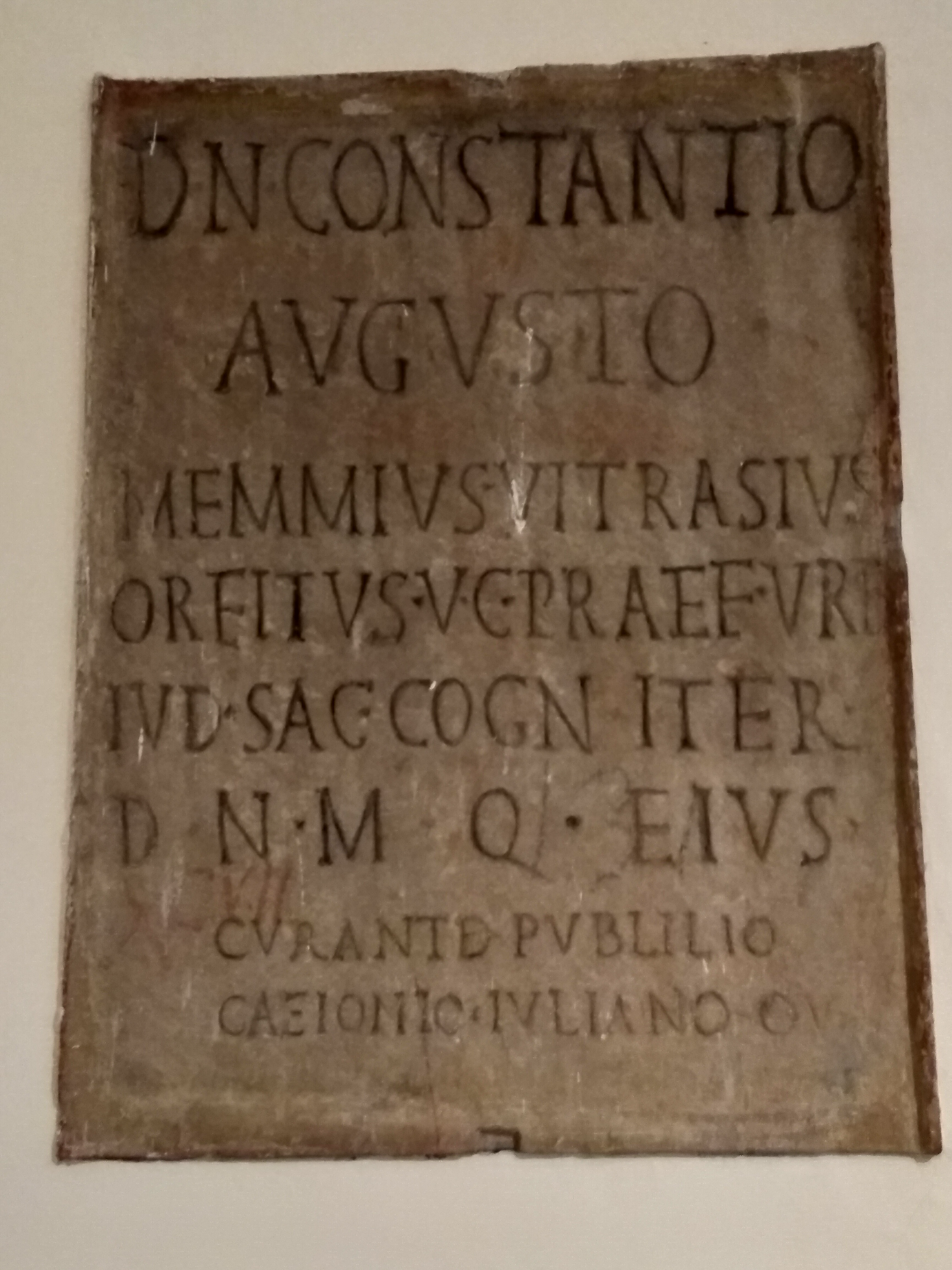
Base di una statua eretta in onore di Costanzo dal praefectus urbis Memmio Vitrasio Orfito.

Per affrontare la minaccia costituita dalle popolazioni barbariche che vivevano al di là del Danubio, Costanzo si dovette recare sul luogo col proprio esercito: dopo aver lasciato Roma a fine maggio 357 si recò a Mediolanum, di qui in Illirico (da dove sostituì Marcello con Severo, come voluto da Giuliano cui però sottrasse il collaboratore Salustio), poi di nuovo a Mediolanum a inizio dicembre e infine a Sirmio, dove pose la corte.
Per tutto l'anno le province danubiane avevano subito gli assalti e i saccheggi delle popolazioni barbare: i Suebi avevano devastato la Rezia, i Quadi erano penetrati in Valeria, mentre i Sarmati avevano invaso Mesia e Pannonia. La scelta di Costanzo fu quella di evitare un attacco in grande scala, ma di dosare l'opzione militare con quella diplomatica. Dopo l'equinozio di primavera del 358, l'imperatore passò il Danubio con l'esercito, affrontando i Sarmati e i Quadi a piccoli gruppi e costringendoli con la forza e la diplomazia ad accettare dei trattati di pace, garantiti dall'invio di ostaggi e ottenuti in cambio della restituzione di prigionieri romani. Per attenuare la pericolosità dei Sarmati, Costanzo allontanò i Limiganti, una tribù formata da ex-schiavi sarmati ribellatisi ai propri padroni, inviandoli lontano dal Danubio, mentre mise Zizais, un giovane principe a lui fedele, sul trono dei Sarmati rimasti vicino alla frontiera fluviale. Tornò poi ai quartieri invernali a Sirmio, dove fu acclamato dall'esercito e accettò per la seconda volta il titolo di Sarmaticus maximus. L'anno successivo Costanzo ricevette la notizia che in Oriente Sapore II aveva ripreso le ostilità, in una campagna che portò alla conquista sasanide della fortezza frontaliera di Amida in ottobre; l'imperatore, però, poté lasciare l'area danubiana solo dopo la caduta della città, in quanto fu impegnato contro i Limiganti. Questa popolazione, infatti, non rispettò i patti conclusi l'anno precedente e che prevedevano il loro stanziamento lontani dal territorio romano.
Nel 360 Sapore prese le fortezze orientali di Singara e Bezabde; Costanzo, obbligato a riprendere le ostilità con i Sasanidi, richiese al cesare Giuliano alcune sue truppe, anche allo scopo di assicurarsi che non potesse progettare l'usurpazione, ma le truppe galliche si ribellarono all'idea di essere mandate in oriente e proclamarono augusto Giuliano, che aveva dato valide prove di capacità militari difendendo la Gallia da vari tentativi d'invasione: fu l'inizio di una nuova guerra civile. Costanzo decise che la guerra contro i Sasanidi aveva la precedenza sulla ribellione di Giuliano, e nella primavera del 360 iniziò la propria campagna orientale, occupando Edessa e cercando di riprendere Bezabde; l'attacco però fallì e Costanzo decise di ritirarsi a svernare ad Antiochia di Siria.
Nel 361, ad Antiochia, Costanzo sposò Faustina, che nominò poi augusta, da cui avrebbe avuto l'agognata figlia, Flavia Massima Faustina Costanza, nata postuma. In quell'anno l'imperatore riprese inizialmente la campagna sasanide, muovendo su Edessa e da qui su Ierapoli, ma poi riprese la strada per Antiochia, muovendo incontro a Giuliano, che col suo esercito stava avanzando verso oriente. Lo scontro fratricida tra gli ultimi due membri della dinastia costantiniana non avvenne, però: partito da Tarso in autunno, il 3 novembre Costanzo morì per una febbre mentre si trovava ancora in Asia, a Mopsucrenae. Il senato di Roma, con un atto di consecratio, lo divinizzò.
Costanzo aveva 44 anni e regnava da 24.

## Politica religiosa
Tutti gli imperatori tardo-antichi, a partire da Costantino I e con l'esclusione del pagano Giuliano, dovettero ripetutamente confrontarsi con le dispute teologiche che laceravano il Cristianesimo. La principale controversia era cristologica, riguardava cioè la natura di Cristo in relazione a Dio Padre, e opponeva i niceni agli ariani. Ario, un presbitero di Alessandria d'Egitto, aveva annunciato che era esistito un tempo in cui Gesù non era esistito: Gesù non era, dunque, «della stessa sostanza del Padre» («homoousion»), come dichiarato poi dal primo concilio di Nicea (325), ma solo «di sostanza simile a quella del Padre» («homoiusios»). Gli insegnamenti di Ario non trovarono terreno fertile in Occidente, ma furono molto popolari in Oriente: oltre a essere molto accesa, la diatriba fu anche molto popolare, coinvolgendo i fedeli che erano ansiosi di sapere quale fosse l'interpretazione corretta cui aderire.

### Sostegno all'arianesimo

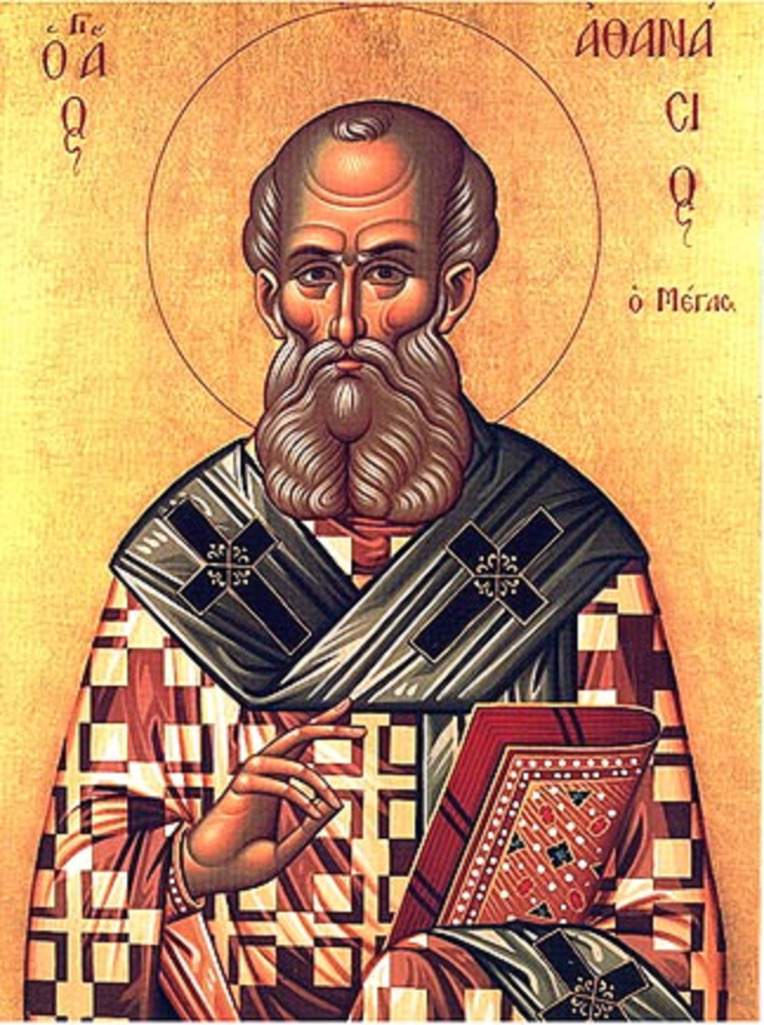
Icona raffigurante Atanasio di Alessandria: fu il principale sostenitore dell'ortodossia durante il regno di Costanzo II, che per questo motivo dovette organizzare diversi concili per espellerlo, pur talvolta reintegrandolo, specie dietro pressione del proprio fratello Costante I.

Costanzo II ereditò dal padre, in ambito religioso, una visione del ruolo imperiale che lo voleva garante e promotore dell'unità della Chiesa; educato alla corte di Costantinopoli dai vescovi orientali, al contrario di suo fratello Costante I difese le posizioni dell'arianesimo in contrapposizione alle posizioni dei vescovi occidentali e del vescovo Atanasio di Alessandria: questi, che propugnò il credo di Nicea, questione su cui anche papa Liberio fu inizialmente in contrasto, fu il principale avversario religioso di Costanzo.
Nel 337, subito dopo la sua proclamazione a imperatore, nominò vescovo di Costantinopoli Eusebio, il vescovo di Nicomedia che aveva battezzato Costantino I sul letto di morte e che ricevette il vescovado della capitale probabilmente in cambio della sua collaborazione all'elezione di Costanzo. Atanasio era stato rimesso sul trono vescovile di Alessandria d'Egitto per volere del suo sostenitore Costantino II nell'estate del 337, ma Costanzo, dietro suggerimento di Eusebio, convocò un concilio ad Antiochia nell'estate del 338, in cui Atanasio fu esiliato in occidente; in questa occasione fece mettere a morte il prefetto Ablabio, sostenitore di Atanasio, con una falsa accusa.
Costanzo, sostenitore dell'Arianesimo, non di meno intendeva unificare la Chiesa: il primo ostacolo era il credo niceno. Nel gennaio 341, in occasione della dedica della chiesa di Costantino I ad Antiochia, novantasette vescovi, alla presenza di Costanzo, ricercarono una formulazione del problema della relazione tra Padre e Figlio che portasse dalla posizione ortodossa della homoousios (Padre e Figlio della stessa sostanza) a una più vicina alle posizioni ariane. Sempre nel 341 fu emanato un editto che proibiva i sacrifici pagani e un altro stabiliva che tutti i templi pagani dovessero essere chiusi e il loro accesso proibito, ma sembra fossero largamente disattesi e la continuazione della pratica del culto pagano è attestata in diverse fonti dell'epoca. Costanzo e suo fratello Costante emanarono anche leggi per le preservazione dei templi situati al di fuori delle mura cittadine, e un altro editto stabiliva multe contro i vandalismi rivolti a tombe e monumenti, ponendoli sotto la custodia dei sacerdoti pagani. Nel 357, però, ordinò che l'altare della Vittoria, posto da Augusto nel 29 a.C. nella curia Iulia e sul quale prestavano giuramento i senatori e i magistrati, fosse rimosso dalla sede del Senato romano.
Nel 343 fu convocato il concilio di Serdica (la moderna Sofia in Bulgaria), voluto da Costanzo per accontentare il fratello Costante; entrambi gli imperatori non parteciparono al concilio stesso. Vi parteciparono invece pochissimi vescovi orientali, in quanto questi si opponevano al fatto che ad Atanasio fosse permesso di prendere parte al concilio. Il tentativo di riconciliazione non ebbe frutto: all'arrivo della notizia della vittoria di Costanzo sui Sasanidi, i vescovi orientali abbandonarono il concilio.
Fu forse il pericolo sasanide in oriente e la conseguente necessità di ricostruire il legame interrottosi con Costante a convincere Costanzo a permettere che Atanasio tornasse sul trono vescovile di Alessandria d'Egitto il 21 ottobre 345. La situazione, però, non fu sanata, visto che i vescovi d'Oriente non concordavano con la restaurazione di Atanasio, sostenendo nel concilio di Antiochia Gregorio di Cappadocia; Costanzo, che si trovava a Sirmio (dove aveva nominato Gallo al rango di cesare) organizzò un concilio in quella città, che produsse un credo ariano. Costanzo prese atto della condanna, da parte del sinodo, di Fotino di Sirmio e lo bandì definitivamente.
Una volta ottenuto il controllo sull'intero impero, con la caduta di Magnenzio, Costanzo accelerò la sua azione per riunificare la Chiesa eliminando il pericolo niceno. L'imperatore si trovava ad Arelate nel 353 in occasione dei suoi tricennalia dall'elezione a cesare; colse l'occasione per convocare un sinodo per il 354, cui parteciparono molti vescovi occidentali; papa Liberio era convinto di riuscire a ottenere una condanna dell'Arianesimo, ma Costanzo, tramite il proprio rappresentante Valente di Mursa, riuscì a far firmare un documento che permetteva un'interpretazione ariana. Anche il successivo concilio di Mediolanum (355) fu convocato per rafforzare le posizioni degli ariani, con Atanasio che fu esiliato dall'inviato di Costanzo nel 356. Pare che in entrambi i casi, Arelate e Mediolanum, Costanzo abbia inviato una lettera al concilio con una dichiarazione che si aspettava fosse controfirmata dai vescovi; questa dichiarazione era chiaramente ariana e non sembra sia stata accettata dal concilio.
Un ulteriore tentativo di ricomporre l'unità della cristianità sotto l'Arianesimo fu fatto da Costanzo nel 359, con il concilio di Rimini; 400 vescovi furono riuniti nel maggio di quell'anno ad Ariminum e il partito ariano elaborò un credo al quale tutti avrebbero dovuto, per volere di Costanzo, conformarsi. Il prefetto del pretorio Tauro, incaricato di presiedere il sinodo, aveva infatti l'ordine di detenere i vescovi finché non avessero sottoscritto il credo, e il sinodo durò fino all'inverno, fin quando tutti non firmarono, sebbene controvoglia, il documento filo-ariano. Contemporaneamente, nel settembre dello stesso anno, fu convocato il sinodo di Seleucia, con lo scopo di raccogliere i vescovi orientali; anche qui Costanzo affidò la presidenza del sinodo a un uomo di sua fiducia, Leonas, e anche qui, tra i 150 vescovi prevalsero gli ariani, e il documento voluto da Costanzo fu firmato. Il 360 vide un ultimo concilio a Costantinopoli, in cui i risultati dei due concili precedenti furono confermati. Un ultimo concilio ariano fu tenuto ad Antiochia, dove si trovava Costanzo a svernare, nel 361, in cui i 74 vescovi ariani decisero alcune nomine a proprio favore; fu l'ultimo intervento di Costanzo nella politica religiosa dell'impero, in quanto quello stesso anno morì.
Sebbene Costanzo sia riuscito alla fine del proprio regno a riunificare la Chiesa in una posizione, il credo "omoeano" o semi-ariano; in realtà furono proprio i teologi da lui messi in minoranza, gli omoousiani radicali, che presero il sopravvento, e alla storia della Chiesa Costanzo e gli ariani sono passati come eretici.

### Privilegi del clero
Costanzo garantì tutta una serie di privilegi, in particolare fiscali, al clero cristiano.
Nel 346 promulgò una legge secondo la quale i clerici orientali furono esentati dal pagamento delle tasse e dalle prestazioni straordinarie; le loro eventuali attività commerciali erano esentate dalle tasse, e loro e le loro famiglie non pagavano l'imposta sulla persona, la capitatio; nel 356 questi privilegi furono concessi anche al clero d'Occidente. Quando però i vescovi riuniti nel concilio di Rimini (359) chiesero l'esenzione dalle tasse per le terre della Chiesa e per quelle proprie, Costanzo riformulò le proprie concessioni: le terre della Chiesa furono esentate, non quelle dei religiosi, e solo il clero che viveva del proprio piccolo commercio ebbe diritto all'esenzione dalle tasse, mentre i commercianti che si erano poi fatti ordinare sacerdoti furono nuovamente obbligati a pagare.

### Proselitismo
Costanzo non si accontentò di segnare profondamente la vita religiosa del proprio impero, ma promosse una politica di evangelizzazione, basata sul cristianesimo ariano, dei paesi vicini e lontani.
Inviò in missione per l'India Teofilo indiano (356), un emissario indiano giunto alla corte di Costantino I e qui convertitosi all'arianesimo; secondo Filostorgio, un autore ariano, Costanzo lo fece scortare da duecento cavalli, che trasportavano i doni per i popoli da convertire. Teofilo si recò in Arabia Felix, a Ceylon e poi in India per tornare passando poi dal Regno di Axum: giunto a Costantinopoli, Costanzo lo nominò vescovo in partibus, cioè senza sede.
Costanzo ordinò anche all'ufficiale Artemio di recarsi a prendere le reliquie di sant'Andrea apostolo, san Luca evangelista e san Timoteo dai territori oltre il Danubio e di portarle a Costantinopoli: Costanzo lo premiò poi nominandolo dux Aegypti, governatore militare dell'Egitto.
È anche attestata una lettera inviata da Costanzo al re Ezanà di Axum e a suo fratello Sazana, che richiedeva di inviare il capo della chiesa copta, Frumenzio, che era stato nominato vescovo da Atanasio, ad Alessandria d'Egitto, affinché la sua dottrina fosse esaminata dal nuovo vescovo ariano Gregorio, ed eventualmente approvata o bollata come eretica. Il sovrano axumita non rispose.
Costanzo II, come il padre Costantino I prima di lui, predilesse la religione cristiana, favorendola rispetto a tutte le altre, Ebraismo compreso; a differenza del padre, però, permise ai cristiani di mettere in atto delle persecuzioni contro i pagani e gli Ebrei. Il clero cristiano praticò l'intolleranza verso i non-cristiani: in questo furono strumento sia il braccio secolare che dirigendo le folle inferocite, le quali attaccavano e distruggevano sinagoghe e templi. La reazione degli Ebrei fu quella di reagire: al proselitismo cristiano fu opposto il proselitismo ebraico e l'intolleranza verso i convertiti; gli infuocati sermoni, predicati nelle sinagoghe contro Edom, erano indirizzati in realtà contro quei Romani che, dopo aver sottratto agli Ebrei la loro indipendenza politica stavano reprimendo ora la loro religione. La strada imboccata non poteva portare che a un'insurrezione. La rivolta ebraica del 351/352 scoppiò in concomitanza della partenza di Costanzo per l'Occidente contro Magnenzio e l'arrivo di Gallo in Oriente; gli Ebrei, guidati da Isacco di Seffori e da un certo Patrizio massacrarono la guarnigione romana di Diocesarea e conquistarono Tiberiade e Lidda; la reazione romana fu spietata, con donne e bambini uccisi e città rase al suolo.

## Vita culturale

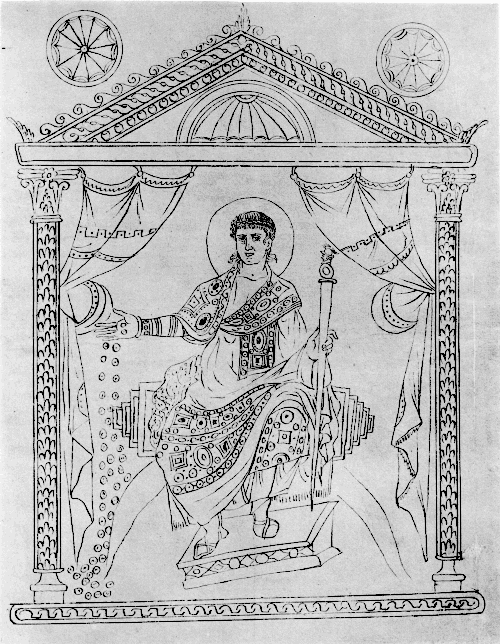
Costanzo II raffigurato nel Cronografo del 354.

Tra le opere letterarie prodotte sotto Costanzo va ricordato l'anonimo Itinerarium Alexandri, scritto in occasione della campagna di Costanzo contro i Sasanidi, e incentrato su due parti che descrivevano guerre vittoriose contro i predecessori dei nemici orientali dell'impero. La prima parte, l'unica pervenuta, trattava della conquista dell'Impero persiano da parte di Alessandro Magno, mentre la seconda, andata perduta, della campagna vittoriosa di Traiano contro i Parti. Sia i Persiani sia i Parti avevano regnato sulla stessa area dei Sasanidi e, come questi, erano stati acerrimi nemici dei Romani, come testimoniato dalle lunghissime guerre romano-persiane: senza dubbio il tema era molto sentito sotto il regno di Costanzo, che aveva scelto un approccio al conflitto a bassa intensità, diverso dalle eroiche guerre del passato.
Sempre dedicato a uno scontro militare è la prima opera, perduta, di Faltonia Betizia Proba, un'aristocratica poetessa cristiana contemporanea di Costanzo (il marito di Proba, Clodio Celsino Adelfio, era stato praefectus urbi di Roma nel 351), che scrisse un poema epico sulla guerra tra Costanzo e Magnenzio.
Un'opera di tutt'altro genere è invece il Cronografo del 354: si tratta di un almanacco che contiene al proprio interno anche una raffigurazione di Costanzo e del suo cesare Costanzo Gallo.

## Considerazioni su Costanzo

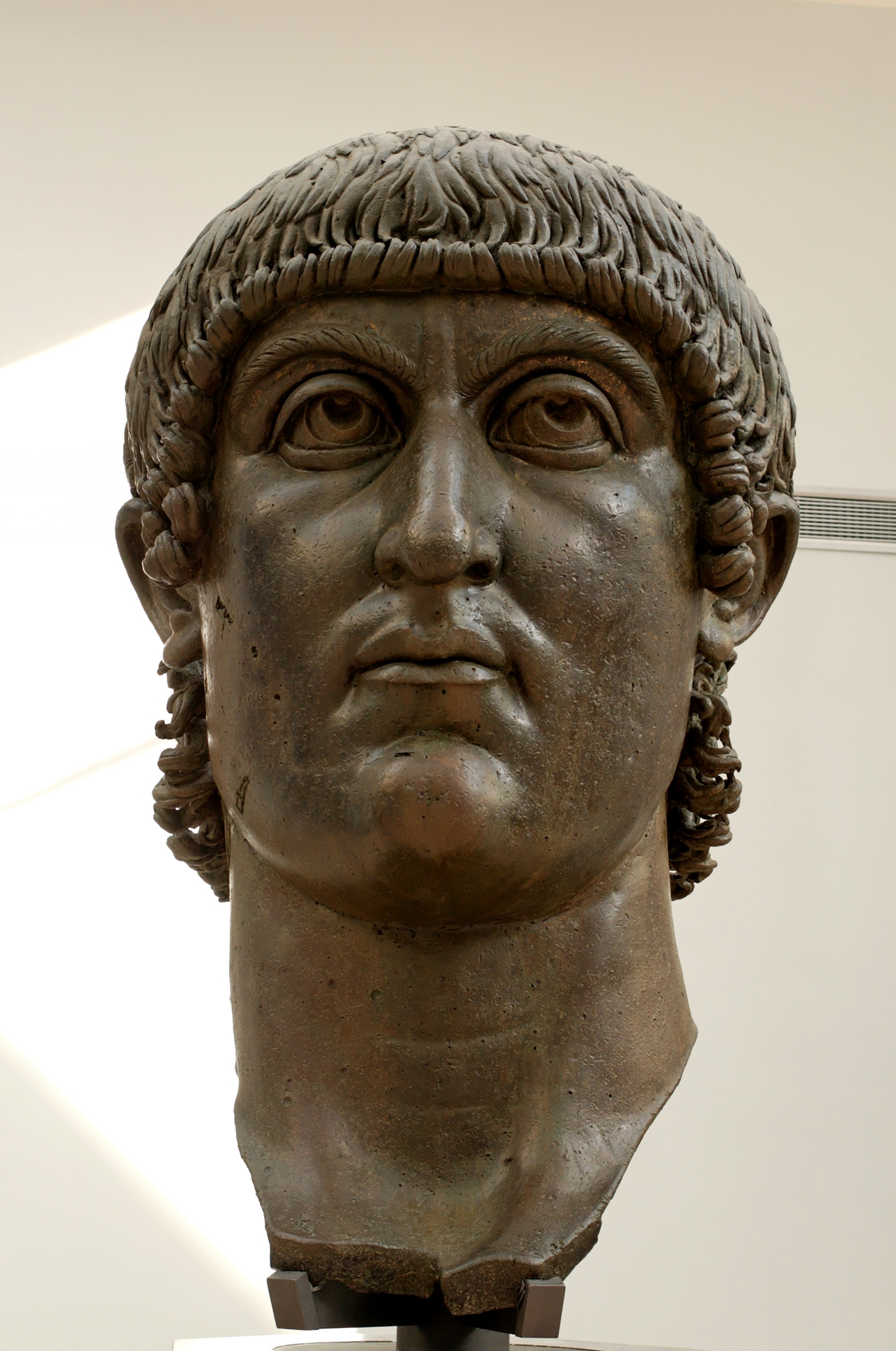
Testa in bronzo di Costantino I o di Costanzo II, presso i Musei Capitolini, a Roma.

Costanzo ha storicamente sofferto del giudizio negativo dei suoi critici, principalmente a causa dei giudizi non lusinghieri espressi da Ammiano Marcellino, che al riguardo di questo imperatore perde molta della propria obiettività; recentemente, però, gli storici hanno iniziato a mettere in dubbio questa visione, fino talvolta a ribaltarla.
Certamente uno dei problemi di Costanzo fu la sua cattiva selezione dei collaboratori più stretti, in particolare quella del praepositus sacri cubiculi Eusebio, il quale esercitò sull'imperatore una notevole influenza: Eusebio fu al centro di molti intrighi di corte, contro i quali Costanzo agiva con estrema durezza. Non è chiaro se Ammiano dica la verità quando afferma che Costanzo teneva in eccessiva considerazione il parere di cortigiani e di donne, come quelli dell'imperatrice Eusebia, ma è pur vero che, sebbene Costanzo non fosse certo una marionetta nelle mani dei propri collaboratori, la corte ebbe una notevole influenza nelle decisioni politiche; la sua pecca fondamentale fu la totale assenza di contatto con il mondo esterno, in quanto tutte le informazioni che a lui giungevano erano filtrate dalla sua corte, la quale gli offriva inevitabilmente una visione distorta e falsata della realtà. Lo stesso Ammiano dipinge Costanzo come un imperatore intento nel proprio ruolo, ma stupido e vanesio; timido, sospettoso e molto sensibile alle lusinghe, era facilmente manipolato dai suoi collaboratori, come dimostra l'episodio di Claudio Silvano.
Un altro esempio di giudizio negativo riguarda l'accusa portata da Ammiano a Costanzo di aver aumentato le tasse, topos del tiranno, un ruolo che lo scrittore avrebbe gradito attribuire a Costanzo allo scopo di mettere in miglior luce Giuliano. Il fatto che Ammiano sia la principale fonte del regno di Costanzo non aiuta quindi a delineare correttamente il profilo di questo imperatore.
A causa dei limitati successi militari di Costanzo in politica estera, molti dei suoi contemporanei affermavano che l'imperatore era più abile contro i nemici interni che con quelli esterni. In realtà tra i più accaniti oppositori della politica militare di Costanzo vi furono i sostenitori di Giuliano: questi criticarono l'atteggiamento prudente di Costanzo, confrontandolo con le campagne offensive progettate da Giuliano e Costantino I. Tuttavia, dal punto di vista militare, il regno di Costanzo fu nel complesso positivo, in quanto riuscì a preservare e consolidare i confini orientali dell'Impero, tanto più considerando che all'inizio del suo regno non aveva a disposizione le truppe della parte occidentale del regno. Evitò accuratamente avventure militari, impostando una strategia difensiva, la cui efficacia può essere constatata considerando la disastrosa pace conseguente alla campagna sasanide di Giuliano, la prima campagna offensiva in Oriente dai tempi di Costantino I.
Malgrado il fatto che, in fin dei conti, la sua politica religiosa sia stata fallimentare, l'interpretazione del ruolo imperiale come Imperator christianissimus risale in gran parte a Costanzo, specie per quanto riguarda il cerimoniale di corte o il ruolo dell'imperatore nelle questioni religiose.
Costanzo non fu certo un trascinatore, ma ebbe l'obiettivo di garantire l'unità dell'impero, sia contro i nemici interni sia sul piano religioso; sebbene non sia stato in grado di raggiungere tutti i suoi obiettivi e abbia dovuto frequentemente accettare delle sconfitte, ciò non deve distogliere dal fatto che Costanzo fu ampiamente in grado di sostenere il proprio ruolo con dignità e attenzione: quando Giuliano gli si rivoltò contro, Costanzo reagì senza farsi prendere dal panico, e non è detto che Giuliano avrebbe avuto la vittoria assicurata contro l'esercito orientale.
Persino Ammiano dovette ammettere che Costanzo procedette con attenzione nell'assegnazione delle cariche pubbliche, senza trascurare l'apparato militare. Anzi, nei brani che non riguardano Giuliano o la politica difensiva seguita nella guerra sasanide, Ammiano giunge ad ammettere le capacità militari di Costanzo, come nel caso della campagna contro i Sarmati del 358.
Alla sua ascesa al trono, Costanzo ricevette la parte più difficile dell'Impero, quella minacciata non solo dai Sasanidi, ma anche da divisioni interne: ostacolato da molti nemici esterni, usurpatori e dispute teologiche, Costanzo II non rimase senza successi, malgrado le avversità. Imperatore durante il difficile periodo di transizione del IV secolo, durante il quale la tarda antichità assunse i suoi caratteri distintivi, non ebbe il fascino di un Giuliano o la statura di un Costantino; tuttavia non fu quel sovrano debole e perdente che le fonti descrivono.

## Antenati
|              |            |                     | Genitori |  |  | Nonni          |  |  | Bisnonni |  |
|              |            |                     |          |  |  | Costanzo Cloro |  |  | Eutropio |  |
|              |            |                     |          |  |  | Costanzo Cloro |  |  | Eutropio |  |
|              |            | Claudia             |          |  |  | Costanzo Cloro |  |  |          |  |
| Costantino I |            |                     |          |  |  | Costanzo Cloro |  |  |          |  |
|              |            | Flavia Giulia Elena | …        |  |  |                |  |  |          |  |
|              |            | Flavia Giulia Elena | …        |  |  |                |  |  |          |  |
|              |            | Flavia Giulia Elena | …        |  |  |                |  |  |          |  |
| Costanzo II  |            | Flavia Giulia Elena |          |  |  |                |  |  |          |  |
|              | Massimiano | …                   |          |  |  |                |  |  |          |  |
|              | Massimiano | …                   |          |  |  |                |  |  |          |  |
|              | Massimiano | …                   |          |  |  |                |  |  |          |  |
| Fausta       | Massimiano |                     |          |  |  |                |  |  |          |  |
|              |            | Eutropia            | …        |  |  |                |  |  |          |  |
|              |            | Eutropia            | …        |  |  |                |  |  |          |  |
|              |            | Eutropia            | …        |  |  |                |  |  |          |  |
|              |            | Eutropia            |          |  |  |                |  |  |          |  |